# Gryn
Gryn er valsede kornprodukter, der ofte bruges til grød pga den kortere kogetid. Almindeligst i det danske køkken er havregryn.

## Eksempler
- Boghvedegryn – gryn at boghvede bruges til boghvedegrød.
- Byggryn – gryn af byg, det var tidligere almindeligt med vandgrød af byg til formad.
- Havregryn – gryn af havre, traditionel morgenmad evt som havregrød.
- Hirsegryn – gryn af hirse.
- Mannagryn – oprindeligt frø fra sødgræs, bruges også om hvedegryn.
- Risengryn – riskerner (ikke valset), især om kortkornede ris til risengrød.
- Ruggryn – gryn af valsede rugkerner.
- Sagogryn – oprindeligt lavet af palmemarv, almindeligvis lavet af kartoffelstivelse.
- Speltgryn – spelt er en gammel hvedeart der er populær igen.